# Charlotte Savreux
Charlotte Savreux est journaliste, rédactrice en chef et présentatrice de télévision française et professeur à l'IEJ (Institut européen de journalisme), 

## Biographie

### Études
Charlotte Savreux est titulaire d'un DESS en droit des médias et d'un diplôme de journaliste de l'Institut français de presse de l'université Paris-II Panthéon-Assas.

### Journaliste de télévision
Elle commence sa carrière en 2002 au sein de la rédaction du 12/14 de France 3 Normandie pendant trois ans. En parallèle, Christine Bravo la recrute comme chroniqueuse pour la région Normandie dans son émission Douce France sur France 2. En 2003, elle co-anime avec Pierre Sled l'émission estivale itinérante en direct et en public de France 3, L'été de tous les records.
De 2005 à 2010, elle est rédactrice en chef et présentatrice de l'émission quotidienne de 52 minutes Bien-être qu'elle a créée sur Direct 8.
En septembre 2011, elle rejoint France 3 Paris Île-de-France pour le magazine quotidien d’actualité Paris Wermus, aux côtés de Paul Wermus, et Vivolta pour le magazine hebdomadaire À la Bonheur.
Elle anime également deux émissions exceptionnelles sur France 3 : le Téléthon avec Laurent Boyer et la Nuit Blanche (6 heures de direct) avec Éric Jean-Jean. 
En 2012, elle est finaliste du casting Nouveaux Visages 2012 de France Télévisions.
En septembre 2012, elle tourne pour France 5 une série de documentaires incarnés, Une Vie Ailleurs, diffusée en septembre 2013, dans laquelle elle part à la rencontre de communautés coupées du monde. Elle vit notamment en immersion pendant 10 jours dans un sous- marin nucléaire.
Et, en 2013, elle rejoint l'équipe de l'émission La Quotidienne sur France 5 comme experte consommation-décryptage.
En 2017, elle rejoint pendant 2 ans BTLV (web-tv) comme rédactrice en chef et présentatrice de l’émission On ne va pas se faire que des amis, émission de consommation et de décryptage.
En 2017, elle publie aux éditions Balland son premier livre L'Année du déclic, et si c'était la vôtre ? - 50 personnalités ouvrent le champ des possibles à 66 millions de Français. Les droits du livre sont rachetés par les éditions Leducs pour une version poche sortie en 2019.

### Professeur
Charlotte Savreux enseigne à l'Institut européen de journalisme (IEJ) en formation "Magazine TV". Elle anime également des tables rondes, débats et conventions pour de grands groupes nationaux et internationaux.

## Émissions de télévision
- 2002 - 2005 : Journaliste pour le 12/14 de France 3 Normandie.
- 2002 : Chroniqueuse "Normandie" dans Douce France animé par Christine Bravo sur France 2.
- 2003 : Co-animatrice avec Pierre Sled de L'été de tous les records sur France 3.
- 2005 - 2010 : Rédactrice en chef et présentatrice de Bien-être sur Direct 8.
- 2011 - 2012 : Journaliste et co-animatrice avec Paul Wermus de Paris Wermus sur France 3 Paris Île-de-France.
- 2011 - 2012 : Rédactrice en chef et présentatrice de À la Bonheur sur Vivolta.
- Octobre 2011 : Co-animatrice avec Éric Jean-Jean de La Nuit Blanche sur France 3.
- Décembre 2011 : Co-animatrice avec Laurent Boyer du Téléthon sur France 3.
- 2012 - 2013 : Journaliste en immersion pour la série documentaire Une Vie Ailleurs (4 X 52 minutes) pour France 5.
- 2014 : Co-présentatrice avec Jean-François Piège de l'émission Impro en Cuisine (1ère émission web interactive pour le site Ma Vie en Couleurs).
- 2013 - 2015 : Journaliste - experte "Conso" dans La Quotidienne sur France 5.
- 2017- 2018 : Journaliste - rédactrice en chef et présentatrice de l'émission "On ne va pas se faire que des amis" sur BTLV web tv-radio.

## Ouvrage
- L'Année du déclic, et si c'était la vôtre ? - 50 personnalités ouvrent le champ des possibles à 66 millions de Français, Paris, Balland, 2016
- Sortie Poche aux éditions Leduc, 2019.